# Беневские водопады
Беневские или Еломовские водопады — водопады в Приморском крае.
Расположены водопады в нескольких километрах от сёл Беневское и Кишинёвка Лазовского района на правом притоке реки Киевка — Еламовском ключе, берущем своё начало на склонах гор Белой и Лысой Партизанского хребта горной системы Сихотэ-Алинь. Являются каскадом нескольких водопадов. Основной водопад (Звезда Приморья) имеет высоту 25 м. Всего насчитывается около 20 водопадов высотой до 14 м. Зимой водопады замерзают, образуя ледяную стену, по которой течёт вода ключа, увеличивая наледь.
Название ключа — Еламовский (ошибочно записывается как Еломовский) — произошло от фамилии китайца Еламова (Иламова), жившего в долине ключа. Второе название крупнейшего водопада — «Звезда Приморья» — является примером нового названия рекламного харакетра и используется для увеличения туристической привлекательности объекта.
Беневские водопады — посещаемое туристами место. Первое своё название каскад получил от наименования села Беневское, второе — в честь Еламовского ключа. Участок реки Киевка ниже водопадов популярен среди любителей сплава.